# Keresztelő Szent János-fatemplom (Komlód)
A komlódi Keresztelő Szent János-fatemplom műemlékké nyilvánított épület Romániában, Beszterce-Naszód megyében. A romániai műemlékek jegyzékében a  BN-II-m-B-01634 sorszámon szerepel.